# Alfred Józef Potocki
Alfred Józef Potocki herbu Pilawa (ur. 29 lipca 1817 lub 1822 w Łańcucie, zm. 18 maja 1889 w Paryżu) – polski arystokrata, II ordynat w Łańcucie. Minister rolnictwa i premier Austrii, Namiestnik Galicji, poseł na Sejm Krajowy Galicji, dożywotni członek austriackiej Rady Państwa,

## Życiorys

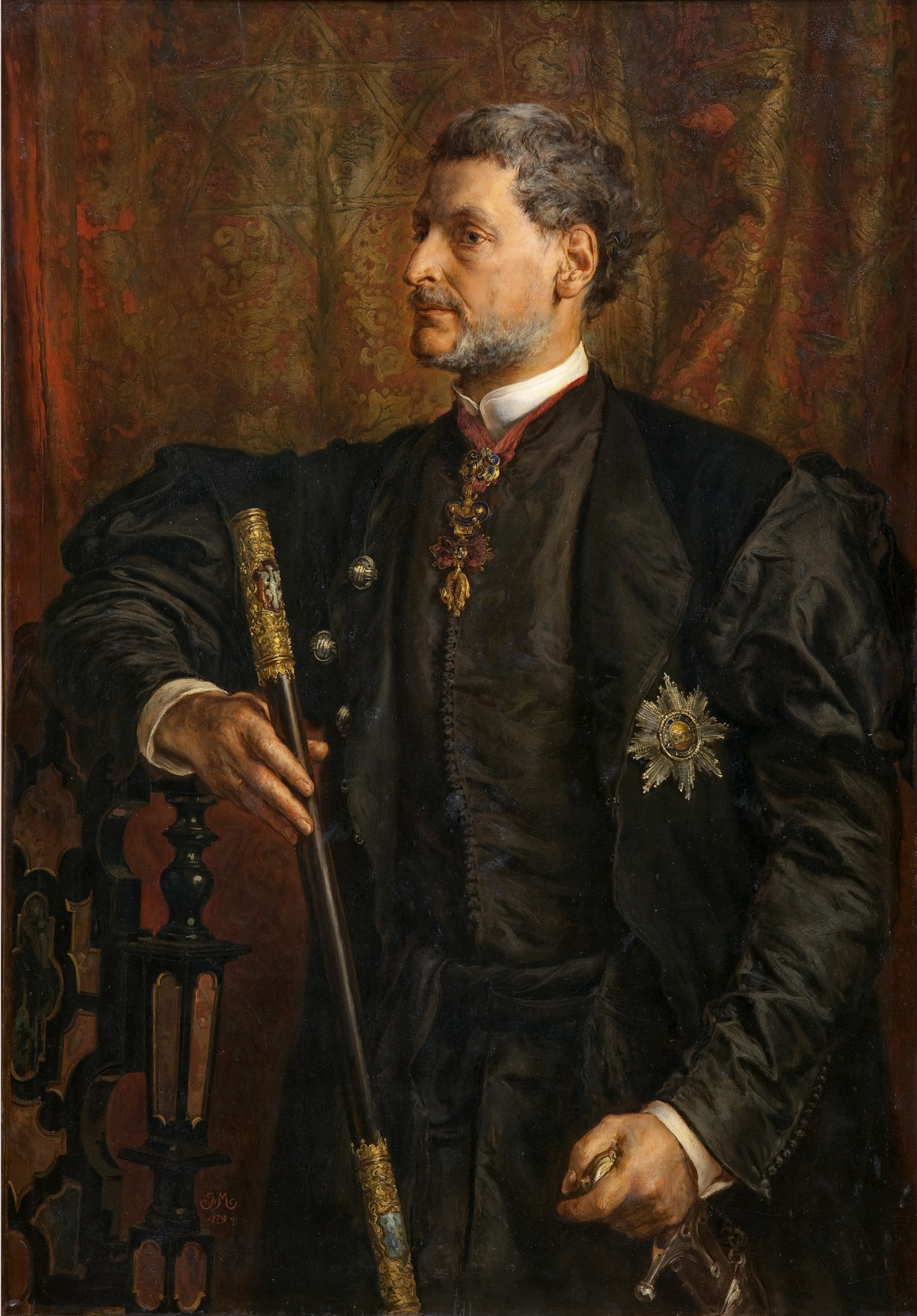
Jan Matejko, Portret Alfreda Potockiego (1879)

Do dziewiętnastego roku życia wychowywał się i uczył wspólnie z kuzynem Adamem Józefem Potockim w Łańcucie, Krakowie i Krzeszowicach. Jego guwernerem był Adam Kłodziński. Następnie studiował prawo na uniwersytecie w Wiedniu oraz słuchał wykładów na tamtejszej politechnice. W okresie studiów prowadził bogate życie towarzyskie. Jego koligacje rodzinne i posiadany wielki majątek zapewniły mu znakomitą pozycję na dworze habsburskim. W 1844 roku po otrzymaniu tytułu szambelana był attaché ambasady austriackiej w Londynie, na której czele stał jego szwagier Maurycy Dietrichstein. Okres pobytu w Anglii zrobił z niego anglomana.
Po powrocie z Londynu wiosną 1848 utworzył w Łańcucie oddział Gwardii Narodowej, którym dowodził w stopniu kapitana. W grudniu 1848 (po rezygnacji Jerzego Lubomirskiego) uzyskał w Łańcucie mandat do parlamentu austriackiego w Kromieryżu. W parlamencie należał do „Stowarzyszenia”. Po zakończeniu Wiosny Ludów zajął się sprawami rodzinnymi i majątkowymi. Małżeństwo w 1851 z Marią z Sanguszków przyniosło mu wielkie posiadłości w zaborze rosyjskim: antonińskie i szepetowieckie na Wołyniu oraz kleszewskie na Mazowszu. W związku z tym zajął się gospodarowaniem w nich i w latach 1851–1859 przebywał w Antoninach i Warszawie. Bywał także w Sankt Petersburgu. Od 1859 mieszkał na stałe wraz z żoną w Łańcucie, gdzie do 1860 przejął ordynację z rąk swego ojca. W latach 1830–1831 nabył ziemie leżajskie jako dobra monarchii austriackiej, tzw. dobra kameralne od hrabiego Wojciecha Miera. Były to obiekty (dworskie) przemysłowe: 3 gorzelnie, 1 browar, 7 młynów, 2 folusze, 2 tartaki. Kazał wybudować pałac Potockich we Lwowie.Dzięki temu i posiadanemu majątkowi żony stał się jednym z najbogatszych ludzi na ziemiach polskich. Przejętą ordynację oraz innymi dobrami galicyjskimi zarządzał wzorowo, będąc zarazem jednym z prekursorów przemysłu rolniczego w Galicji W dobrach łańcuckich złożył m.in. cukrownię, fabrykę rosolisów i garbarnię oraz przeprowadził melioracje, stosował nowe kultury rojne i dobrą gospodarkę leśną. Prowadził także w Kurowicach znaną hodowlę koni. Brał stały udział w krajowych i wiedeńskich wystawach rolniczych. Poza przewodniczeniem galicyjskiemu Towarzystwu Chowu Koni od 1852 był członkiem Galicyjskiego Towarzystwa Gospodarskiego, a od 1858 członkiem, od 1869 członkiem honorowym Towarzystwa Gospodarczo-Rolniczego w Krakowie. Był członkiem Towarzystwa Gimnastycznego „Sokół” we Lwowie w 1867. Od 1872 do 1876 pełnił funkcję prezesa Towarzystwa Wzajemnych Ubezpieczeń w Krakowie.
W zaborze rosyjskim utrzymywał szkołę rolniczą w Czernichowie i ufundował dwa stypendia dla uczniów. Dbał również o rozwój biblioteki ordynackiej w Łańcucie a nadto w Julinie koło Łańcuta założył bibliotekę prywatną zawierającą rzadkie wydania zielników i bogato ilustrowanych książek z XVI-XIX.
Z przekonań konserwatysta, monarchista i klerykał, Był inicjatorem adresu szlachty galicyjskiej z 17 października 1851 do cesarza Franciszka Józefa z postulatami reform wewnętrznych oraz ofertą ugody Polaków z dynastią. W 1858 znowu dzięki niemu szlachta galicyjska wystosowała adres z okazji urodzin arcyksięcia Rudolfa w którym deklarowano pełną lojalność wobec Habsburgów co spotkało się z ostrą krytyką nie tylko środowisk demokratycznych, ale także Hotelu Lambert. Wkrótce po rezygnacji ojca został 18 kwietnia 1861 dziedzicznym członkiem austriackiej Rady Panów, gdzie należał do prawicy. Należał do przeciwników powstania styczniowego, a następnie w okresie walki Galicji o autonomię był zwolennikiem Adama Potockiego. Był posłem na Sejm Krajowy Galicji I kadencji (1863–1867) z IV kurii (gmin wiejskich) z okręgu nr 59 (Leżajsk – Sokołów Ulanów), II kadencji (1867–1869) i III kadencji (1870–1876) z kurii IV (gmin wiejskich) z okręgu nr 3 (Brzeżany – Przemyślany), IV kadencji (1877–1882) i V kadencji (1882–1889) z kurii IV (gmin wiejskich) z okręgu 6 (Podhajce-Kozowa). W latach 1875–1876 pełnił funkcję marszałka krajowego. 20 maja 1867 został wybrany posłem do austriackiej Rady Państwa II kadencji w kurii X – jako delegat z grona posłów wiejskich okręgów: Brzeżany, Bóbrka, Rohatyn i Podhajce. Wyboru nie przyjął, gdyż był dziedzicznym członkiem Izby Panów, w jego miejsce w 1868 wybrano Wasyla Makowycza. Był także prezesem Rady Powiatowej w Łańcucie. wybrany z grupy większych posiadłości.
Pełnił funkcję w rządzie austriackim, był ministrem rolnictwa (30 grudnia 1867 – 15 marca 1870) w gabinecie Karla Auersperga, a następnie premierem (11 kwietnia 1870 – 4 lutego 1871) ustąpił nie zdoławszy skłonić Czechów do obesłania parlamentu. Był także szefem Ministerstwa Obrony Państwa (28 czerwca 1870 – 4 lutego 1871). W latach 1875–1883 Namiestnik Galicji. Jak go scharakteryzował Kazimierz Chłędowski: Po śmierci Gołuchowskiego wielkie było rozciekawienie, kto zostanie namiestnikiem; cesarz, który lubił pana Alfreda Potockiego, ufał jego lojalności i niewzruszonemu przywiązaniu do tronu na niego się zdecydował. Pan Alfred, od czasu kiedy przestał być ministrem prezydentem, zamieszkał w Łańcucie, nie mieszał się do polityki i z pewną arystokratyczną grandezzą przypatrywał się z boku wszystkiemu co się dzieje. Był on mimo niezbyt świetnych umysłowych zdolności, przecież jedną z najbardziej znaczących osobistości, jakie pamiętam w polskim społeczeństwie. Niezmierny takt, prawość charakteru, wrodzona dobroć i znajomość życia zastępowały u niego jakieś niezwykłe zdolności; a można było być pewnym, że z każdego, najtrudniejszego nawet położenia wyjdzie jako wzór człowieka honoru. Postać jego była już nadzwyczaj sympatyczna i wzbudzająca zaufanie. Wysoki, szczupły, bardzo przystojny mężczyzna, o pięknie narysowanym nosie, znamionującym po większej części twarze Potockich, o spokojnym bardzo arystokratycznym zachowaniu się. Gentleman na pierwszy rzut oka i to gentleman pierwszej wody.
5 czerwca 1889 został pochowany w grobowcu rodzinnym w Łańcucie.

## Odznaczenia i wyróżnienia
W 1875 został Honorowym Obywatelem Miasta Leżajska z okazji objęcia stanowiska namiestnika Galicji. Szambelan austriacki w 1881.
Posiadał Order Złotego Runa (15 sierpnia 1869 – odznaczony przez cesarza Franciszka Józefa), Wielki Krzyż Orderu Świętego Stefana (1883) oraz Order Korony Żelaznej I kl. (15 maja 1869), a także hiszpański Order Karola III,

## Rodzina
Urodził się w polskiej arystokratycznej rodzinie, był synem I ordynata łańcuckiego Alfreda (1786–1862) i Józefy z Czartoryskich. Miał brata Artura (1816–1834) i siostry: Ewę Józefinę (1818–1895) żonę Franza księcia Liechtenstein (1802–1887), Marię (1819–1822) i Zofię Ewę (1820–1892) żonę Maurycego Jana von Dietrichstein-Proskau-Leslie (1801–1852). Jego żoną była Maria Klementyna z Sanguszków. Mieli synów Romana Alfreda (1851–1915) i Józefa Mikołaja (1862–1922) oraz córki Julię (1854–1921) żonę Władysława Michała Branickiego (1848–1914) i Klementynę (1856–1921) żonę Jana Antoniego Tyszkiewicza (1852–1901).